# Spilve Lufthavn
Spilve Lufthavn (lettisk: Spilves lidosta, tidligere Rīgas Centrālā lidosta – Rigas Centrale Lufthavn) er en tidligere civil og militær lufthavn i Letland cirka 5 kilometer nordligt for hovedstaden Rigas centrum, hvor flyvemaskiner lettede fra så tidligt som under 1. verdenskrig. Spilve Lufthavn var Letlands første internationale lufthavn i 1930'erne, men bliver ikke længere benyttet som så siden 1980'erne da Riga Internationale Lufthavn åbnede. I dag kaldes den tidligere lufthavn for Spilve Flyveplads (lettisk: Lidlauks Spilve).